# Каспийский заказник
Каспийский заказник — государственный природный заказник регионального значения. Образован постановлением Совета министров Калмыцкой АССР от 9 апреля 1975 года № 181 «Об организации государственного заказника „Каспийский“ в Каспийском районе».

## География
Заказник расположен в северо-восточной части приморской полосы Лаганского района, охватывает часть Прикаспийской низменности, включает каналы, озёра и водохранилища, часть бэровских бугров и межбугровых понижений. Обращённая к морю полоса подвержена нагонам морских вод при сильных ветрах. В связи с поднятием Каспийского моря 5 % территории заказника оказалась под водой.
Территория заказника по генетическому типу равнин относится к морскому: в период своего развития местность неоднократно подвергалась воздействию позднеплиоцено-четвертичных трансгрессий Каспийского моря. В пределах заказника морские равнины, сформированные в стадии раннехвалынской трансгрессии, несколько приподняты относительно приморской полосы. Особенностью морфологического облика этих равнин является широкое развитие хорошо выраженных в рельефе гряд бэровских бугров. Межбугровые пространства представлены озерами и ильменями.

## Цели и задачи
Каспийский заказник создан для увеличения численности ондатры, фазана и стрепета, а также для усиления охраны и создания лучших условий для обитания водоплавающей дичи и увеличения их численности.
Задачи заказника:
- сохранение природных комплексов в естественном состоянии;
- сохранение, воспроизводство и восстановление природных ресурсов:
- увеличение численности ондатры, фазана, дрофы и стрепета;
- обеспечение установленного режима охраны редких видов животных и птиц;
- поддержание экологического баланса;
- содействие в проведении научно-исследовательских работ без нарушения установленного режима заказника;
- пропаганда среди населения задач охраны окружающей среды, рационального использования и воспроизводства природных ресурсов.

## Животный и растительный мир
В прибрежной полосе заказника произрастают луга: пырейные, лисохвостные, кермеково-пырейные и др.
Водно-оросительная система на территории заказника является местом гнездования, пролёта, отдых мигрирующих и зимовки водоплавающих птиц. В заказнике обитает самая крупная в Калмыкии популяция фазана. Более сухие участки служат местом пролёта и зимовки для дрофы, стрепета, орлана-белохвоста и других видов.